# انتخابات سراسری جامائیکا (۲۰۲۰)
انتخابات سراسری جامائیکا (انگلیسی: 2020 Jamaican general election‌) در سه‌شنبه ۳ سپتامبر ۲۰۲۰ برگزار شد تا ۶۳ عضو مجلس نمایندگان این کشور را انتخاب کند.
نتیجه انتخابات پیروزی حزب کارگر جامایکا با کسب ۵۷درصد آرا بود که ۴۸ کرسی پارلمان را تصاحب کرد. این انتخابات در شرایط همه‌گیری کروناویروس انجام شد که تنها ۳۷ درصد مردم در آن شرکت کردند که این پایین‌ترین آمار شرکت‌کننده از سال ۱۹۸۳ تا کنون می‌باشد.